# Christian Fossier
Pour les articles homonymes, voir Fossier.
Christian Fossier est un dessinateur, peintre et graveur né le 9 septembre 1943 à Paris 14e et mort à Paris 13e le 4 mars 2013,.

## Biographie
Professeur à l’école supérieure d’art de Metz de 1977 à 1981 puis professeur-chef d’atelier (gravure) à l’École nationale supérieure des beaux-arts de Paris (ENSBA) de 1987 à 1993, il participe à de nombreuses expositions collectives et biennales internationales depuis 1965.
De nombreuses œuvres (pastels, dessins, gravures, livres) se trouvent dans les collections publiques et privées en France et à l’étranger.

## Expositions

### Principales expositions personnelles
- 1965 : Maison des Beaux-Arts, Paris
- 1966 : Librairie Anglaise, Paris
- 1967 : Galerie Claude Bernard, Paris
- 1970 : Galerie La Hune, Paris
- 1972 : Musée de peinture et de sculpture, Grenoble
- 1972 : Overbeck-Gesellschaft, Lübeck
- 1973 : Album « Terrain », Galerie La Hune, Paris
- 1974 : Galerie Chevaline, Bordeaux
- 1975 : Galerie La Hune, Paris
- 1977 : 
  - Centre Georges Pompidou, Atelier Aujourd’hui, Paris (texte de Yves Hamon)
  - Album Fon, éditions Michèle Broutta, Paris (texte de Bernard Noël)
  - Galerie Beaubourg, Paris
- 1980, « Y.H.T.A. », éditions Maeght, Paris
- 1981 : Galerie Maeght, Paris
- 1983 : École des beaux-arts, Valence
- 1986 : École des beaux-arts, Angers
- 1987 : Le Grand Huit, Rennes (textes de René Baudouin, Gilbert Lascault, Jean-Louis Pradel, Hubert Tonka)
- 1988 :  Centre culturel français, Berlin, Dresde, Leipzig
- 2016 : Musée de l'Hospice Saint Roch, Issoudun

### Principales expositions collectives
- 1968 : 
  - Galerie de Messine, Paris
  - Galerie La Hune, Paris
- 1969 : 
  - American Center, Paris
  - « Graveurs de Paris », Bibliothèque nationale d'Espagne, Madrid
  - « 500 gravures contemporaines », Bibliothèque nationale d’Espagne
  - Galerie Paul Fachetti, Paris
  - Musée d’art moderne de la ville de Paris
  - Musée des Beaux-Arts, Le Locle, Suisse
- 1970 : « Art sans limites », Association française d’action artistique, Montréal
- 1972 : Galerie Tamenaga, Paris
- 1976 : « Les Boites », Musée d’art moderne de la Ville de Paris
- 1977 : « Papier sur nature », CNAC, Paris
- 1978 : « Réel, Réalisme, Réalité », abbaye de Beaulieu[Où ?]
- 1978 : « Wo Zu ? », galerie Nina Dausset, Paris
- 1978 : Bibliothèque nationale de France, Paris
- 1979 : « Atelier Lacourière-Frélaut, 50 ans de gravure en taille-douce », musée d'art moderne de la ville de Paris
- 1980 : « La Pastel », Centre d’art, Ancy-le-Franc
- 1981 : « Le Dessin », Centre national d'art et de culture Georges-Pompidou, Paris
- 1982 : « Le Dessin français», musée de la Séïta, Paris
- 1983 : « Paris-Montréal, Contraste», Centre d’art du Mont-Royal, Montréal
- 1984 : 
  - « Sur invitation », musée des arts décoratifs, Paris
  - « Sols », CNAC, Paris
- 1985 : « Autoportrait », musée de la Séïta, Paris
- 1992 : « De Bonnard à Baselitz, Estampes et livres d'artistes. Dix ans d'enrichissements du Cabinet des Estampes 1978-1988 », Bibliothèque nationale, Paris (Texte de F. Woimant)
- 1993 : « Quelques grands états de la gravure contemporaine », Le Crédac, Ivry-sur-Seine (édition d’une héliogravure originale)
- 1994 : « Du mur de l'Atlantique au mur de Berlin », conseil régional de Basse-Normandie, Caen ; musée des beaux-arts, Saint-Lô (texte de Sabrina Grassi)
- 2005 : « Il giro della Puglia in 80 fotografie, Omaggio a Jules Verne », Castel del Monte, Italie
- 2007 : « Hommage à l’atelier Lacourière-Frélaut », galerie Michèle Broutta, Paris

### Biennales et prix
- 1965 : Édition de la Biennale de Paris
- 1966 : Tokyo, Kyoto
- 1967 : Paris (prix), Ljubjana, Vancouver
- 1968 : Tokyo, Kyoto, Barcelone, Menton
- 1969 : Ljubjana (prix)
- 1970 : Cracovie, Florence (médaille d'or), Barcelone, Menton
- 1972 : Venise
- 1976 : Mulhouse (prix)
- 1979 : Bradford, Condé-sur-Escault, Heidelberg, Ljubjana (prix)
- 1982 : Alexandrie (prix)
- 1985 : New-Delhi, Taïphe

### Salons
- La Jeune Gravure contemporaine (1963, 1964, 1965)
- Peintres-graveurs français (1964)
- Réalités nouvelles (1965, 1966)
- Salon de mai, Paris (1966, 1967, 1968, 1969)
- Salon de mai, Cuba (1967)

## Collections et commandes publiques

### Collections
- Museum of Modern Art, New York
- Institut d'art de Chicago
- Chase Manhattan Bank collection, New York
- Westinghouse Electric C°, Pittsburg
- Bibliothèque nationale d'Espagne, Madrid
- Bibliothèque nationale de France, Paris
- Musée d'art contemporain, Rilbac
- Fonds national d'art contemporain, Paris
- Fonds régionaux d'art contemporain
- Collections privées (France, Allemagne, Suisse, Japon, États-Unis)

### Commandes publiques
- Porte d'honneur du ministère de l'Économie, des Finances et de l'Industrie (1985)[5]
- France Télécom (1984, obtenu, non réalisé)